# Psapharochrus flavomaculatus
Psapharochrus flavomaculatus là một loài bọ cánh cứng trong họ Cerambycidae.